# Катриэль, Хуан «Старший»
Хуан Катриэль «Старый» (ок. 1770—1848) — индейский вождь (касик) из династии Катриэль. Он жил на территории, которая в настоящее время является частью сельской местности Буэнос-Айреса, то есть там, где сегодня находится центр и центрально-южная часть внутренней части нынешней провинции Буэнос-Айрес, управляя воинами нации пампа (то есть северной частью теуэльче).

## Биография
Его политика характеризовалась периодами близости с народом мапуче во главе с Кальфукурой и периодами близости с христианскими колонизаторами, которые колонизировали побережье Рио-де-ла-Плата вплоть до севернее южной части реки Саладо. Некоторое время он сотрудничал с аргентинскими властями, чтобы предотвратить грабежи со стороны местных жителей, не согласных с его отношениями с «христианами», среди которых были мапуче и родственные им народы, следовавшие за Кальфукурой, а к концу своих дней он вступил в союз с вышеупомянутым лонко Кальфукурой, союз продолжил его сын и преемник Хуан "Младший" Катриэль. Примерами этого союза теуэльче-мапуче являются битва при Сан-Хасинто и битва при Сьерра-Чика, в которых союз теуэльче/мапуче разгромил аргентинцев, выступивших из города Буэнос-Айрес.
В 1827 году вождь Катриель оказал помощь полковнику Федерико Рауху при поддержке вождя Негро и его воинов. Он был соратником и помощником в кампании Хуана Мануэля де Росаса в пустыне в 1833 году, и с ним сотрудничали вожди Льянкаман, Раилеф, Венансио Коньоепан, Льянкелен, Качул и другие.
После его смерти в 1848 году командование племенем перешло к его сыну Хуану «Младшему» Катриэлю.
Индейцы, позже известные как Катриэлерос, в настоящее время (2015 г.) проживают на небольших землях недалеко от города Асуль, на территории современной провинции Буэнос-Айрес.